# Rikke Ebbesen
Rikke Schou Ebbesen (født 13. juni 1992) er en dansk forhenværende håndboldspiller, der senest spillede for København Håndbold. Hun har tidligere spillet for Aalborg DH, Randers HK og Nykøbing Falster Håndboldklub, hvor hun var med til at vinde DM-finalen i 2017 over den klub, hun var udlejet fra: København Håndbold. Hun har også flere ungdomslandskampe på cv'et.
Hun startede med at spille håndbold som 6-årig.[kilde mangler]